# Bonnet à poils
Le bonnet à poils (bearskin en anglais) est un haut bonnet de fourrure, souvent porté comme une partie d'un uniforme militaire de cérémonie. Traditionnellement, les bonnets à poils étaient les chapeaux des grenadiers et ils sont encore portés par des grenadiers et des régiments de gardes dans plusieurs armées. Il est à distinguer du colback.

## Origines
Il est emprunté aux grenadiers à pied de la Garde impériale de Napoléon Ier, vaincus à Waterloo en 1815 par le 1st Foot Guards qui par la suite prit le nom de Grenadier Guards.

## Armée belge

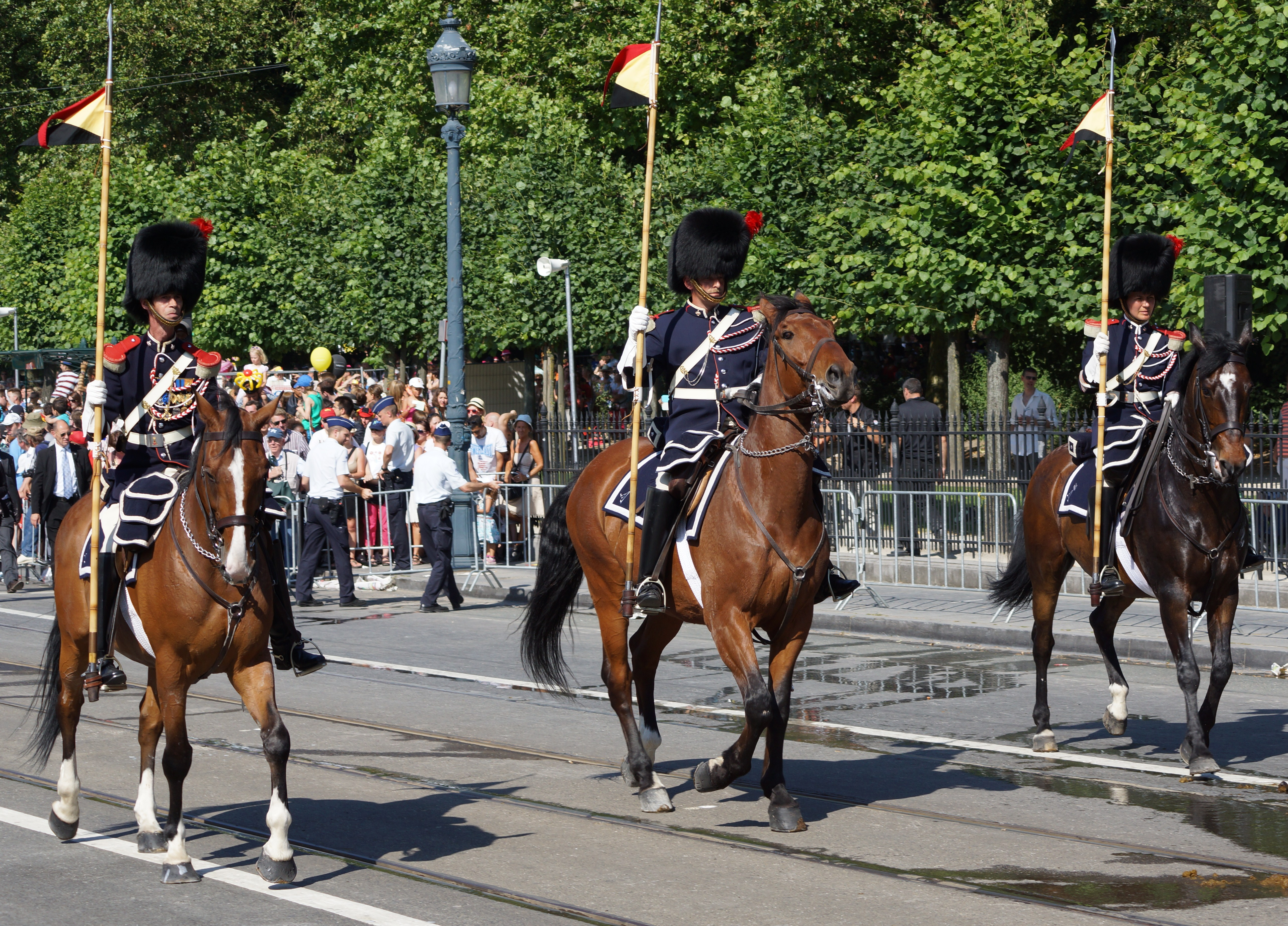
L'uniforme de cérémonie de l'escorte royale belge comprend un bonnet en peau d'ours.

Deux unités en Belgique utilisent actuellement le bonnet en peau d'ours, l'escorte royale à cheval (depuis 1938), de la police fédérale belge et le Regiment Carabiniers Prins Boudewijn - Grenadiers de la composante terrestre des forces armées belges. 
Jusqu'en 1914, les peaux d'ours étaient portées en uniforme de parade par le Régiment des Grenadiers de l'armée belge. Les peaux d'ours ont été utilisées dans les manœuvres en temps de paix jusqu'en 1900 environ, les peaux d'ours ont été laissées dans les casernes lors de la mobilisation en août 1914 et les troupes allemandes occupant Bruxelles auraient emporté beaucoup de souvenirs. Successeur moderne du régiment des Grenadiers, le Regiment Carabiniers Prins Boudewijn - Grenadiers (Régiment Carabiniers Prince Baudouin - Grenadiers) a réadopté cette coiffure à des fins cérémonielles limitées. 
En plus des unités militaires, le bonnet en peau d'ours est également utilisé par l'escorte royale, une unité de la police civile. Accompagnant le monarque lors de cérémonie officielles, les fonctions de l'unité d'escorte étaient auparavant exercées par la gendarmerie, une unité paramilitaire des forces armées belges qui a été dissoute en 1992. L'unité d'escorte royale actuelle porte l'uniforme complet d'avant 1914 de la gendarmerie défunte, y compris sa casquette en peau d'ours.

## Corps militaires portant le bonnet à poils

### Passés
- Empire français : Garde impériale
  - 1er régiment de grenadiers à pied de la Garde impériale
  - 1er régiment de chasseurs à pied de la Garde impériale
  - Grenadiers à cheval de la Garde impériale
  - Gendarmerie d'élite de la Garde impériale
- Second Empire : Garde impériale

### Actuels
- Belgique : Police fédérale belge
  - Escorte royale à cheval

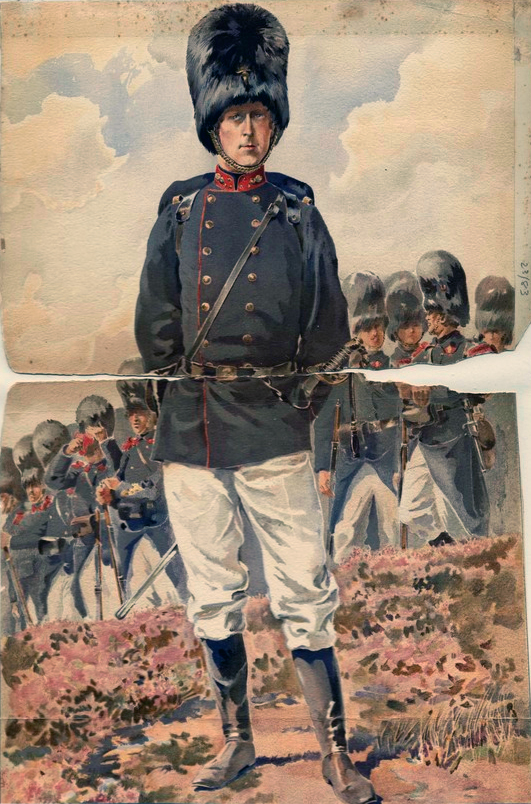
Le prince Albert en uniforme (1897).

  - Regiment Carabiniers Prins Boudewijn - Grenadiers
- Canada : Forces armées canadiennes
  - Royal 22e régiment
  - Governor General's Foot Guards
  - The Canadian Grenadier Guards
  - The Royal Regiment of Canada
- Danemark
- Italie
  - Brigade mécanisée « Granatieri di Sardegna »
- Pays-Bas
- Suède
- Royaume-Uni
  - Scots Guards
- États-Unis
- Uruguay
  - Compagnie de sapeurs de l'armée nationale